# Kim Peek
Laurence Kim Peek (født 11. november 1951, død 19. december 2009) var en savant med en fotografisk hukommelse. Kim Peek, der boede i Salt Lake City i Utah i USA, var inspirationen til rollen Raymond Babbit, som Dustin Hoffman spillede i filmen Rain Man.
Kim Peek blev født uden hjernebjælke og med Encephalocele, en lidelse hvor de plader, der danner kraniet, ikke slutter tæt. Det menes, at hans højre og venstre hjernehalvdel ikke havde direkte kontakt med hinanden, da han manglede de nervetråde, der varetager den funktion.[kilde mangler]
Hans hukommelse var kolossal, og han var i stand til at redegøre for mere end 12.000 bøger,[kilde mangler] ligesom han kunne fortælle hvilken ugedag en given dato havde. NASA testede Kim Peek med det formål at finde ud af, hvad der gav ham den enorme hukommelseskapacitet.